# أنس جابر
أُنْس جابر، لاعبة تنس تونسية دولية، من مواليد 28 أغسطس 1994 في قصر هلال في تونس ويلقبها أنصارها باسم وزيرة السعادة. هي لاعبة تنس تونسية محترفة. تحتل حاليا المرتبة الثانية عالميًا في تصنيف رابطة محترفات التنس الصادر في 27 يونيو 2022. حاليًا أنس جابر هي اللاعبة التونسية رقم 1 وأفضل لاعبة تنس أفريقية وعربية ترتيبا في تاريخ الاتحاد الدولي لكرة المضرب ورابطة محترفات التنس. فازت أنس جابر بثلاثة ألقاب فردية في جولات رابطة محترفات التنس بالإضافة إلى 11 لقبًا فرديًا ولقب زوجي واحد على مستوى الاتحاد الدولي لكرة المضرب.
تعرفت أنس جابر على رياضة التنس لأول مرة في سن الثالثة من قبل والدتها. وصلت إلى نهائيين فرديين للناشئين في دورة فرنسا المفتوحة عامي 2010 و2011 وفازت باللقب في 2011. كانت أول لاعبة عربية تفوز بلقب فردي جراند سلام للناشئين منذ أن فاز المصري إسماعيل الشافعي بلقب ويمبلدون للشباب في 1964. بعد ما يقرب من عقد من اللعب في المقام الأول على مستوى الاتحاد الدولي لكرة المضرب، بدأت أنس المنافسة بشكل أكثر انتظامًا في جولات رابطة محترفات التنس بداية من عام 2017.
في بطولة أستراليا المفتوحة للتنس 2020، أصبحت أنس أول لاعبة عربية تصل إلى ربع نهائي بطولة كبرى، وهو إنجاز كررته في بطولة ويمبلدون 2021. فازت بأول لقب على مستوى رابطة محترفات التنس خلال بطولة برمنغهام كلاسيك 2021، لتصبح أول امرأة عربية تفوز بلقب بطولة اتحاد لاعبات التنس المحترفات. فازت بأكبر لقب لها في مدريد للماسترز 2022 وهو حدث نقطة 1000، لتصبح أول لاعبة أفريقية وعربية تفوز بلقب على هذا المستوى. في 2019 تحصلت أنس على جائزة المرأة العربية في فئة الرياضة. يدربها حاليا التونسي عصام جلالي، متزوجة من لاعب المبارزة بالسيف التونسي كريم كمون الذي يشغل خطة معدها البدني منذ 2017.

## النشأة

### الطفولة
ولدت أنس جابر في 28 أغسطس 1994 لأبوين هما سميرة ورضا جابر في قصر هلال، مدينة تابعة ولاية المنستير. أنس جابر لديها شقيقان كبيران حاتم ومروان وأخت كبرى ياسمين. لعبت والدتها التنس بشكل هاوي وعرفتها على الرياضة في سن الثالثة. تدربت أنس جابر تحت قيادة المدرب نبيل مليكة لمدة عشر سنوات من سن الرابعة إلى الثالثة عشرة، وبدأت في الأصل العمل معه في مركز ترويج التنس في مدرستها.
عندما كانت في العاشرة من عمرها، لم يكن في ناديها ملاعب تنس وكان بإمكانها التدرُّب فقط في ملاعب الفنادق القريبة. في الثانية عشرة من عمرها، انتقلت جابر إلى العاصمة تونس للتدرب في المعهد الرياضي بالمنزه، وهي مدرسة ثانوية رياضية وطنية للرياضيين الصاعدين في البلاد حيث مكثت لعدة سنوات. كما تدربت لاحقًا في بلجيكا وفرنسا بدءًا من سن 16 عامًا.

## مسيرة الشباب

### البدايات
بدأت جابر اللعب في رابطة التنس للشباب في أغسطس 2007 في أسبوع عيد ميلادها الثالث عشر مع مواطنتها نور عباس، وفازت بلقبها الزوجي في مشاركتها الأولى في بطولة لبنان المفتوحة للتنس. هزمت نور عباس لتفوز بأول لقب فردي لها من الدرجة الخامسة في يناير 2009 في بطولة الفجيرة للتنس للناشئين في الإمارات العربية المتحدة، حيث فازت أيضًا بلقب زوجي آخر مع نور عباس.

### أول مشاركة في بطولات الجراند سلام

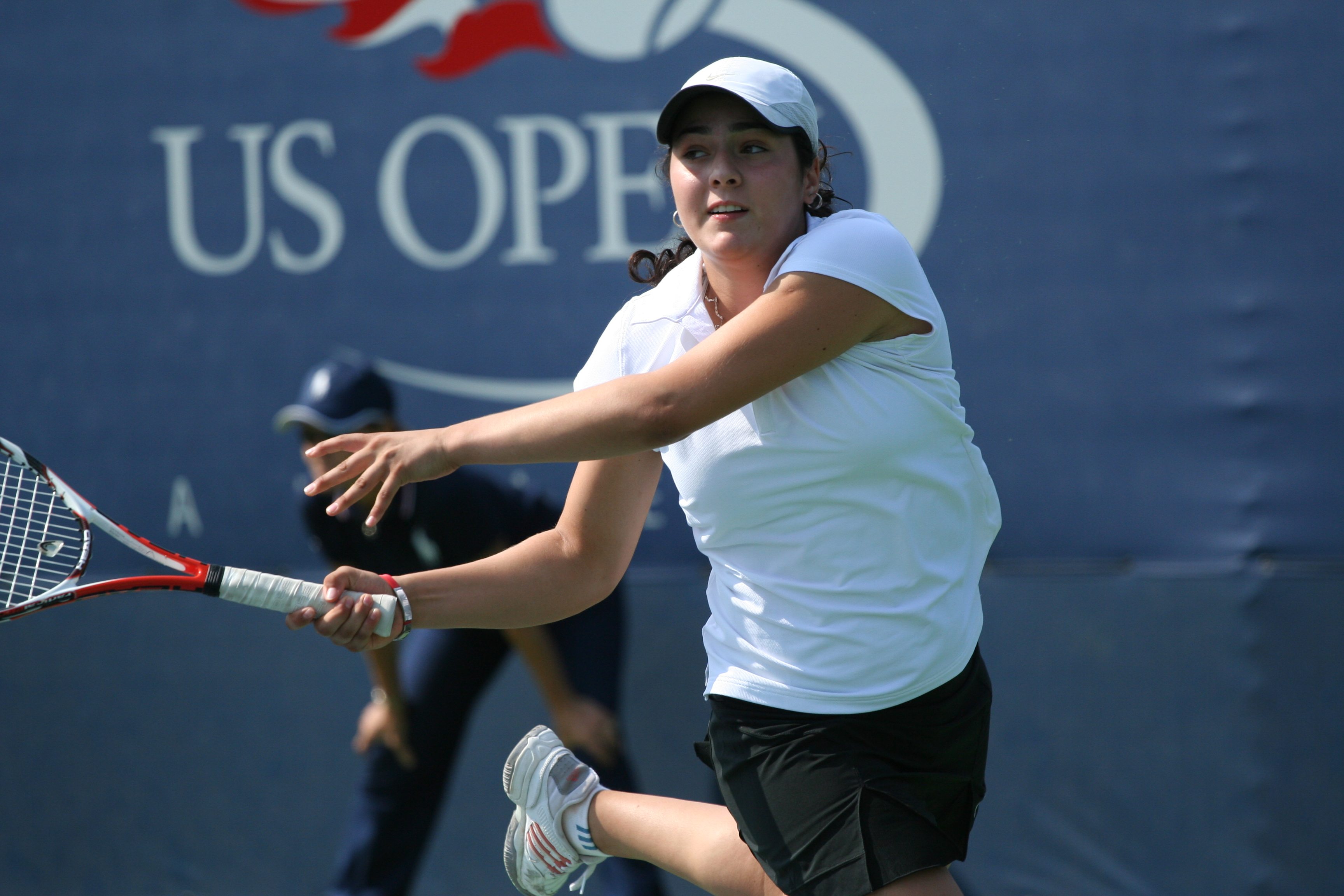
أنس جابر في أمريكا المفتوحة 2009

في وقت لاحق من العام 2009، بدأت في تحقيق المزيد من النجاح في بطولات عالية المستوى، حيث احتلت المركز الثاني في بطولة المغرب الدولية للناشئين من الدرجة الثانية وفازت ببطولة سماش الدولية للناشئين من الدرجة الثانية في مصر، كلاهما فردي. ظهرت لأول مرة في البطولات الكبرى لكرة المضرب (الجراند سلام) للناشئين في بطولة الولايات المتحدة المفتوحة لعام 2009، وخسرت مباراتها الافتتاحية أمام لورا روبسون. بدأت أنس جابر في تحقيق نتائج قوية في البطولات الكبرى لكرة المضرب وأحداث أخرى من الدرجة الأولى في مايو 2010. في حدث زوجي في كأس بونفيجليو، دخلت في شراكة مع شارلين سيتيون للوصول إلى الدور نصف النهائي.
بعد أسبوعين لعبت في بطولة فرنسا المفتوحة وفازت على المصنفة الثالثة إيرينا خروماتشيفا في الدور نصف النهائي قبل أن تنهي مشاركتها في المركز الثاني أمام يلينا سفيتولينا. كما أدت أداءً جيدًا في بطولة ويمبلدون 2010، حيث وصلت إلى ربع النهائي الفردي والدور نصف النهائي في الزوجي. خسرت أمام يوليا بوتنتسيفا في الفردي، وخروماتشيفا وسفيتولينا في الزوجي إلى جانب مونيكا بويغ. هزمت بوتينتسيفا جابر مرة أخرى في بطولة أمريكا المفتوحة 2010. دخلت جابر في حدث الزوجي مع بوتينتسيفا وخسرت في ربع النهائي أمام خروماتشيفا مرة أخرى والتي شاركت مع داريا غافريلوفا. بعد بطولة الولايات المتحدة المفتوحة، كانت جابر قد أجرت عملية جراحية في معصمها في نوفمبر مما أبعدها عن الملاعب لمدة خمسة أشهر حتى أبريل 2011.

### أول لقب في بطولات الجراند سلام
كان آخر حدثين فرديين في مسيرة جابر للناشئين هما دورة فرنسا المفتوحة 2011 وبطولة ويمبلدون 2011. في دورة رولان غاروس فازت بلقبها الوحيد للناشئين في البطولات الأربع الكبرى لتصبح أول امرأة من العالم العربي وأفريقيا تفوز ببطولة جراند سلام للناشئين. بصفتها المصنفة التاسعة، هزمت أنس جابر بشكل غير متوقع المصنفة الأولى داريا غافريلوفا في ربع النهائي، والمصنفة الثالثة كارولين غارسيا في الدور نصف النهائي، ثم المصنفة الخامسة مونيكا بويغ في النهائي. ساعدها هذا اللقب في الصعود إلى المرتبة الرابعة في التصنيف العالمي للناشئين. كما أصبحت أول فتاة عربية وأفريقية تفوز بلقب فردي للناشئين في البطولات الكبرى لكرة المضرب (الجراند سلام) في التاريخ، وأول فتاة ناشئة عمومًا منذ أن فاز إسماعيل الشافعي بلقب ويمبلدون للشباب عام 1964. شاركت أنس جابر أيضًا في حدث الزوجي في روهامبتون الدولي للصف الأول من الدرجة الأولى، وفازت به أثناء مشاركتها مع أشلي بارتي.

## المسيرة الإحترافية

### 2008–12: البداية في رابطة محترفات التنس

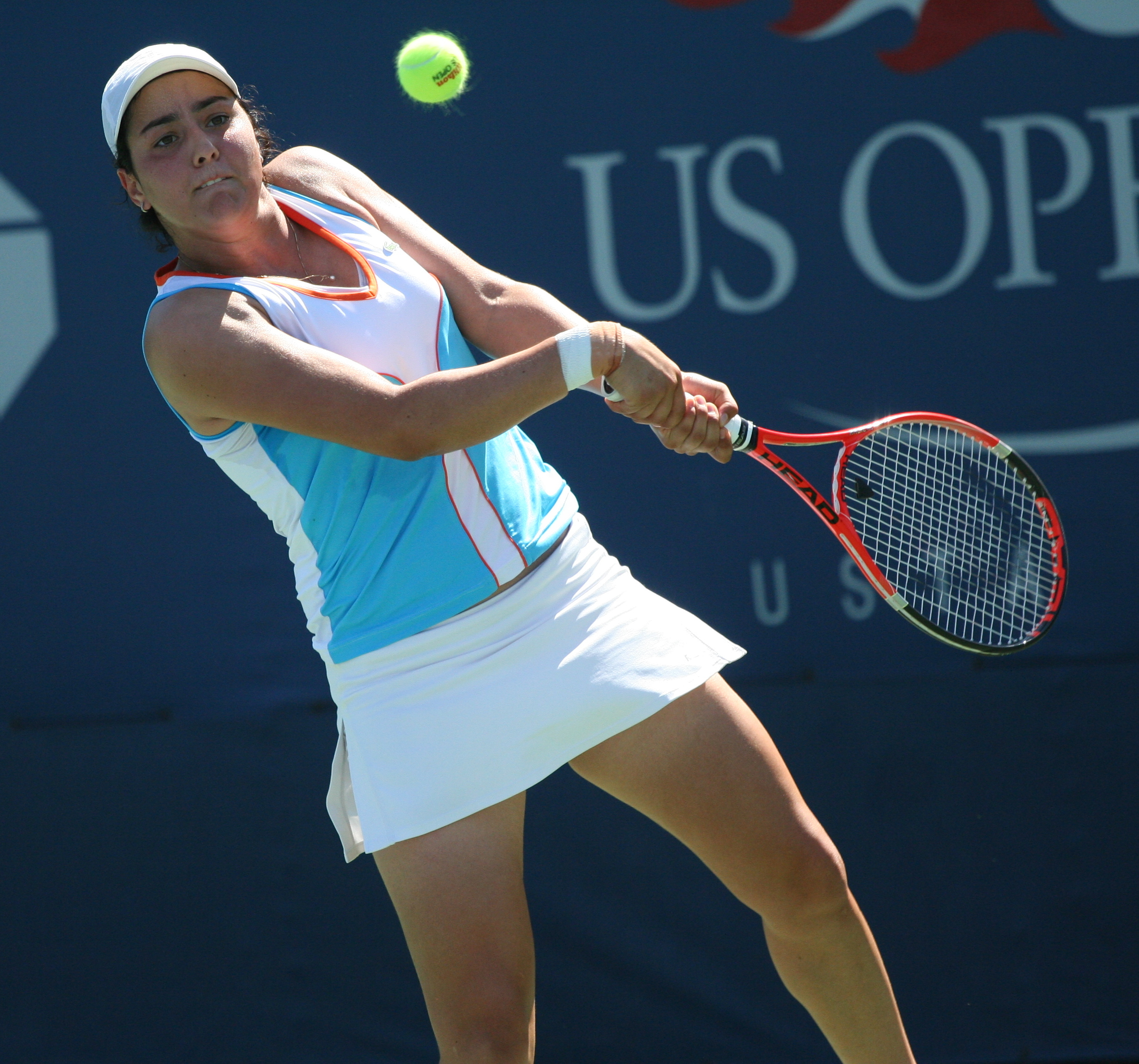
أنس جابر في أمريكا المفتوحة للتنس 2010

بدأت أنس جابر اللعب في منافسات رابطة محترفات التنس في عام 2008 عن عمر يناهز 14 عامًا. وفي أكتوبر 2009، احتلت المركز الثاني في كل من الفردي والزوجي في بطولة بقيمة 10 آلاف دولار في المنستير بالقرب على مسقط رأسها، وخسرت أمام إليز تامالا في كلا الحدثين. فازت بأول لقب لها عند مستوى 10 آلاف دولار في الفردي مايو 2010 في أنطاليا، تركيا. ثم فازت بأحداث الفردي والزوجي في بطولة أخرى بقيمة 10 آلاف دولار في الدار البيضاء بالمغرب بعد شهرين. بعد إجراء عملية جراحية في معصمها الأيسر في نهاية العام وفوزها بلقب جراند سلام للناشئين، صعدت أنس جابر إلى مستويات 25 ألف دولار و50 ألف دولار في صيف عام 2011.
ظهرت لأول مرة في سحب رابطة محترفات التنس الرئيسي في سن السابعة عشر كبطاقة دعوة في بطولة قطر المفتوحة للتنس في فبراير 2012، حيث خسرت أول مباراة لها في مسيرتها أمام المصنفة 103 فيرجيني رازانو في ثلاث مجموعات. كما حصلت على بطاقة دعوة للمشاركة في التصفيات في بطولة دبي للتنس في الأسبوع التالي. على الرغم من أنها لم تتأهل إلا أنها هزمت المصنفة 33 عالمياً تشينج جي، بترتيب 1169. لم تحقق أنس جابر نجاحًا كبيرًا في البطولات الكبرى لكرة المضرب في عام 2012، حيث وصلت إلى نهائي واحد فقط، والذي جاء في الفردي وكان الأول لها بمستوى 25 ألف دولار. كما دخلت التصفيات في دورة فرنسا المفتوحة 2012، لكنها فازت بمباراة واحدة فقط. أنهت أنس جابر العام في المرتبة 260 عالميا.

### 2013–16: الثبات في المركز 200 في ترتيب رابطة محترفات التنس

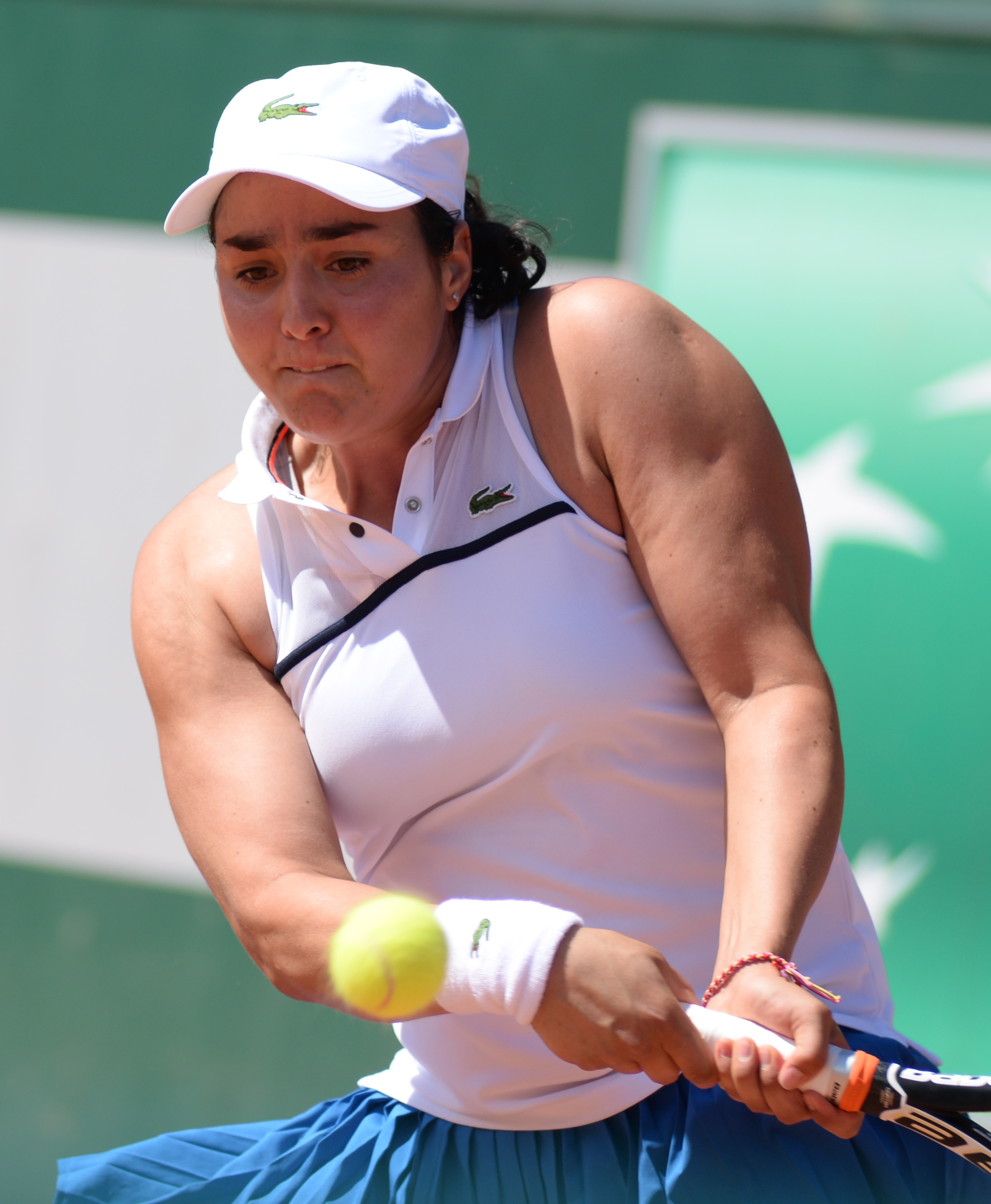
أنس جابر في دورة فرنسا المفتوحة 2015.

بعد بداية بطيئة في عام 2013، فازت أنس جابر بأول لقب لها بقيمة 25 ألف دولار في أبريل 2013 في تونس. ثم فازت بعد ذلك بلقبين متتاليين بقيمة 50 ألف دولار على أن صوفي ميستاتش في اليابان في مايو لجعلها ضمن أفضل 200 لاعبة محترة لأول مرة. في يوليو، لعبت جابر في قرعة رابطة محترفات التنس الثانية لها في كأس باكو. هزمت المصنفة الأولى والمدافعة عن اللقب والمصنفة 37 عالميا بوجانا يوفانوفسكي، في الدور الثاني قبل أن تخسر في الدور ربع النهائي أمام ماجدا لينيت. دخلت المنافسات التأهيلية في ويمبلدون وبطولة الولايات المتحدة المفتوحة، وخسرت مباراتها الافتتاحية في كلا الحدثين. فازت بلقبها الثالث بقيمة 50 ألف دولار في بطولة تحدي ساغينيه في كندا ضد منافستها كوكو فانديواغ، صعدت أنس جابر للمركز 139 لأول مرة. بقيت أنس جابر في ترتيب أفضل 200 لاعبة تنس محترفة خلال معظم السنوات الثلاث التالية، لكنها لم تتمكن من دخول ترتيب أفضل 100 لاعبة، حيث وصلت إلى أفضل تصنيف مهني وهو رقم 118 في عام 2015. واصلت اللعب فيما بين منافسات رابطة محترفات التنس والبطولات الكبرى لكرة المضرب، لكنها لعبت بشكل أساسي على مستوى رابطة محترفات التنس.
جاء لقبها الوحيد في رابطة محترفات التنس في 2014 في حدث بقيمة 25 ألف دولار في تونس، ولم تفز بأي ألقاب في عام 2015. وقد احتلت المركز الثاني مرتين في عام 2014، وكانت النتيجة ذات المستوى الأعلى عند 50 ألف دولار في بطولة نانت أتلانتيك المفتوحة لكاتشينا سينياكوفا. بعد خسارتها في تصفيات بطولة فرنسا المفتوحة وويمبلدون، تأهلت أنس جابر لسحبين رئيسيين من البطولات الكبرى لكرة المضرب على التوالي في بطولة الولايات المتحدة المفتوحة 2014 وبطولة أستراليا المفتوحة 2015. خسرت مباراتها الافتتاحية في كلتا البطولتين أمام المصنفة 19 أندريا بيتكوفيتش وفيرا زفوناريفا على التوالي. مع عدم وجود ألقاب أو نهائيات أو أدوار نصف نهائي في عام 2015، تراجع ترتيبها في نهاية العام إلى المركز 210. استعادت أنس جابر تحقيقها للألقاب بالفوز بلقبين بقيمة 25 ألف دولار في يناير 2016، وساعدها الفوز بلقب 50 ألف دولار في كأس نانا في تونس في العودة إلى قائمة أفضل 200 لقب طوال بقية الموسم باستثناء أسبوع واحد. ومع ذلك فقد خسرت في التصفيات في كل من ويمبلدون وبطولة الولايات المتحدة المفتوحة ولم يكن لديها نصف موسم ثانٍ قوي، وأنهت العام في المركز 193.

### 2017–18: الظهور الأول في الـ100 الأوائل، ثم نهائي رابطة محترفات التنس

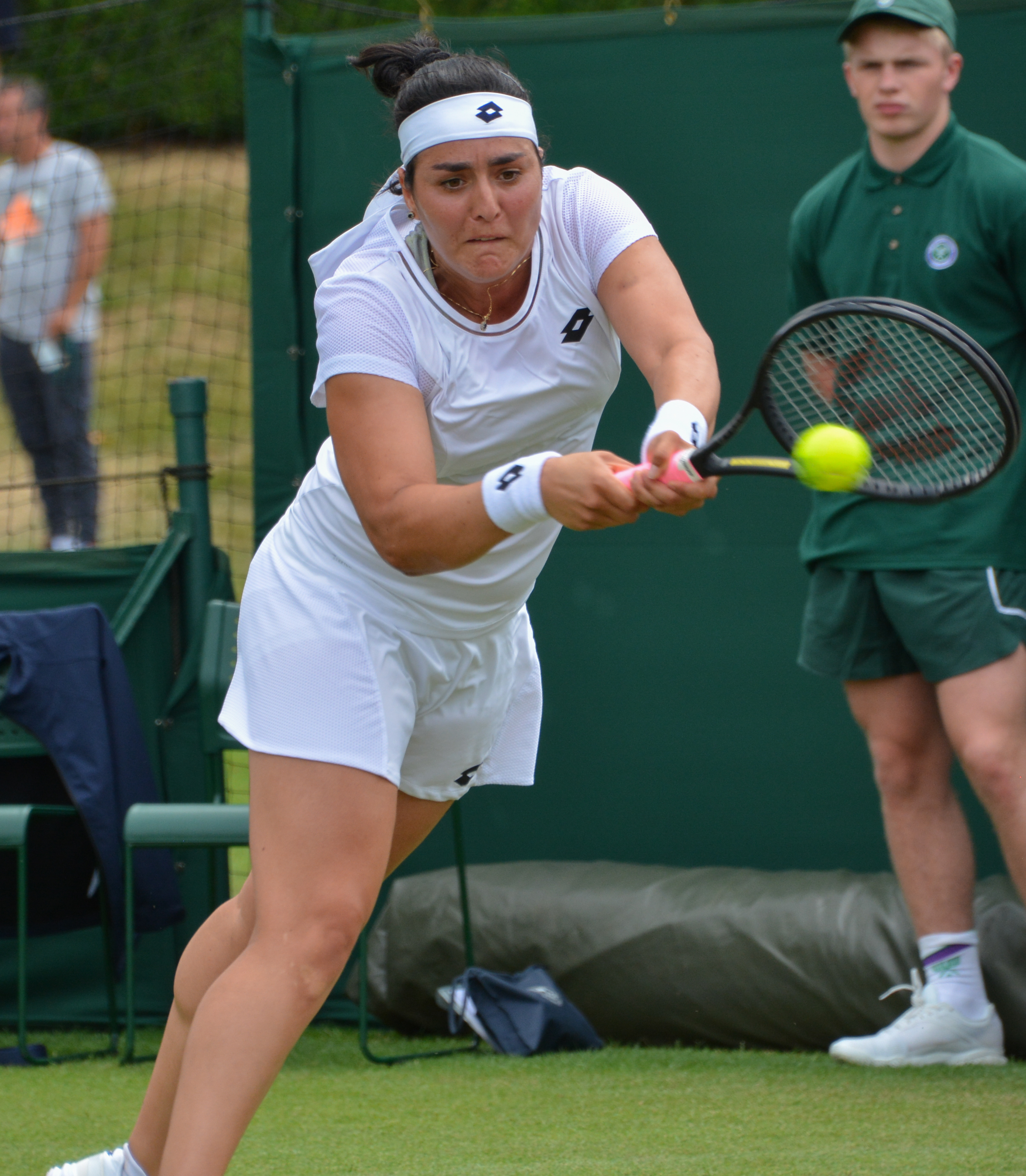
أنس جابر في تصفيات ويمبلدون سنة 2017.

شاركت أنس جابر في جميع أحداث الفردي في البطولات الكبرى لكرة المضرب في عام 2017 لأول مرة. بعد الخسارة في الجولة الأخيرة من التصفيات في بطولة أستراليا المفتوحة، وصلت إلى القرعة الرئيسية لبطولة فرنسا المفتوحة باعتبارها خاسرة محظوظة، وإلى السحب الرئيسي لبطولة فرنسا المفتوحة كمؤهلة وسحب أمريكا المفتوحة الرئيسي بقبول مباشر. بدأت في استعادة التصنيف العالمي في المستوى الأول من بطولة دبي للتنس، حيث تأهلت للسحب الرئيسي وأقصت صاحبة المرتبة 22 عالميًا أنستازيا بافليوتشينكوفا في الجولة الأولى. هذه النتيجة نقلتها من المرتبة 171 إلى المرتبة 137. بعد نجاح معتدل عند مستوى 60 ألف دولار، جاء اختراق أنس جابر الكبير التالي في بطولة فرنسا المفتوحة. باعتبارها خاسرة محظوظة، فازت في مباراتين رئيسيتين بما في ذلك مفاجأة الفوز على المصنفة السابعة عالميا دومينيكا سيبولكوفا في الجولة الثانية لتحقق أول فوز لها على لاعبة من بين العشرة الأوائل. وخسرت في الجولة الثالثة أمام تيميا باشينسكي. في نهاية شهر يوليو ظهرت لأول مرة في قائمة أفضل 100 لاعبة تنس محترفة. كان فوزها الوحيد في مباراة القرعة الرئيسية الأخرى في البطولات الكبرى لكرة المضرب هذا العام هو فوزها في الجولة الأولى على المتأهلة ببطاقة الدعوة الأمريكية بريان مينور، في بطولة أمريكا المفتوحة للتنس، مما عزز مكانتها في قائمة أفضل 100 لاعبة محترفة لبقية العام. تراجعت أنس جابر من تصنيف أفضل 100 لاعبة تنس محترفة في فبراير 2018، ولم تفز بأول مباراة لها في العام حتى وصلت إلى ربع النهائي في بطولة سبيس كوست برو للتنس الكلاسيكية بقيمة 60 ألف دولار في أبريل.
وبعد أن خسرت في تصفيات دورة رولان غاروس الدولية، تراجعت إلى المرتبة 180 في العالم. استعادت أنس جابر بعض نقاط تصنيفها عندما فازت بأول لقب لها بقيمة 100 ألف دولار في كأس الاتحاد الدولي لمانشستر، مما أعادها إلى المركز 133. بهذا اللقب حصلت أيضًا على بطاقة دعوة في القرعة الرئيسية لبطولة ويمبلدون.
حققت أنس فوزها الوحيد في إحدى المباريات الكبرى في البطولات الكبرى لكرة المضرب هذا العام في ويمبلدون على فيكتوريا غولوبيتش، التي هزمتها للمرة الثالثة في غضون شهر. أنهت أنس جابر موسمها بأفضل نتيجة في حياتها المهنية حتى تلك اللحظة. كمتأهلة للدرجة الأولى من كأس الكرملين، واحتلت المركز الثاني ضد صاحبة المركز 14 داريا كاساتكينا. هزمت ثلاثة من أفضل 25 لاعبًا في البطولة، بما في ذلك المصنفة رقم 8 سلون ستيفنز ورقم 11 أناستازيا سيفاستوفا. بهذه النتائج عادت إلى قائمة أفضل 100 لاعبة تنس محترفة محققة أفضل ترتيب في مسيرتها المهنية وهي رقم 62 عالميا.

### 2019: ربع نهائي أمريكا المفتوحة

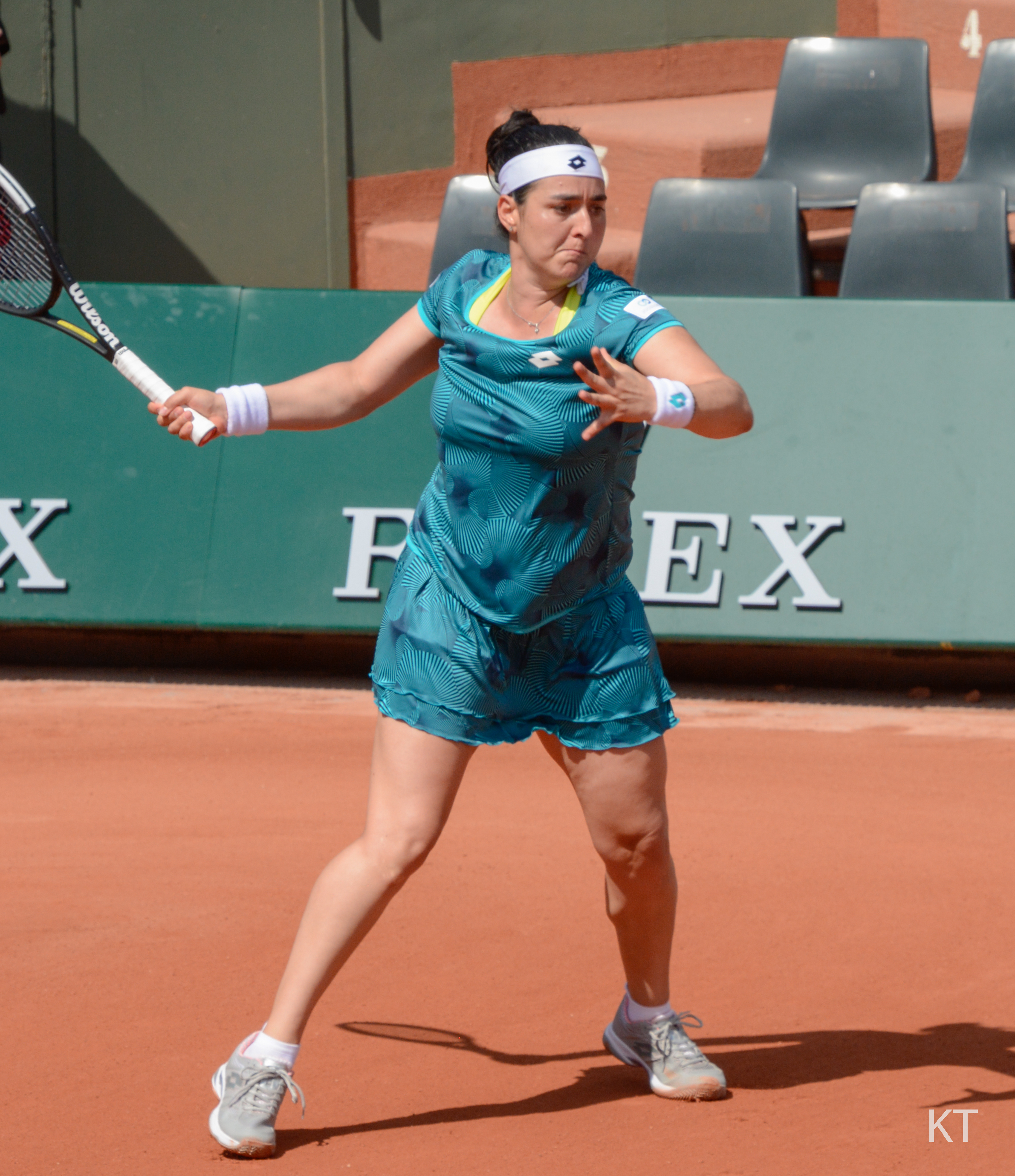
أنس جابر في دورة فرنسا المفتوحة 2019

لعبت أنس جابر جميع التصفيات الرئيسية في البطولات الكبرى لكرة المضرب لأول مرة في عام 2019، وظلت في قائمة أفضل 100 لاعبة تنس محترفة. خسرت في الدور الأول في أول ثلاث بطولات جراند سلام لهذا الموسم، ولم تفز بمباريات متعددة في جدول المباريات الرئيسي في أي بطولة إلا بعد بطولة فرنسا المفتوحة في مايو.
كانت أنس جابر أفضل في النصف الثاني من الموسم، ووصلت إلى الدور النصف النهائي على مستوى بطولة إيستبورن الدولية، حيث هزمت خصمتها على أرضها والمصنفة 19 عالميًا جوانا كونتا. لكن أنس انسحبت قبل الدور نصف النهائي بسبب إصابة في الكاحل الأيمن. جاءت النتيجة الكبيرة التالية لأنس جابر في بطولة أمريكا المفتوحة حيث هزمت المصنفة 27 عالميا كارولين غارسيا ثم أليكساندرا ساسنوفيتش لتصل إلى الدور الثالث في بطولة جراند سلام للمرة الثانية في مسيرتها.
خسرت مباراة متقاربة من ثلاث مجموعات أمام المصنفة الثالثة عالميا كارولينا بليسكوفا في الجولة الثالثة. ومع ذلك حققت أفضل مرتبة في مسيرتها وهي المركز 51. كانت البطولة الأخرى الوحيدة في العام التي فازت فيها أنس جابر بعدة مباريات في التصفيات الرئيسية كانت بطولة تيانجين المفتوحة في أكتوبر حيث هزمت ثلاثة لاعبين بما في ذلك المصنفة 36 يوليا بوتنتسيفا قبل أن تخسر أمام ريبيكا بيترسون في ثاني مباريات النصف النهائي لها هذا العام.

### 2020: مشاركات تاريخية في البطولات الكبرى لكرة المضرب
حققت أنس جابر إنجازًا كبيرًا في بطولة أستراليا المفتوحة لعام 2020. فبعد هزيمة كونتا وكارولين غارسيا في الجولتين الأوليتين، هزمت كارولين فوزنياكي في ثلاث مجموعات في المباراة الأخيرة في مسيرة فوزنياكي.
هزمت أنس جابر اللاعبة الرابعة على التوالي من أفضل 50 لاعبة وهي وانغ كيانغ قبل أن تخسر أمام البطلة النهائية صوفيا كينين في الربع النهائي. وبهذه النتيجة، ظهرت لأول مرة في قائمة أفضل 50 لاعبة تنس محترفة بعد البطولة. كما أصبحت أول امرأة عربية وأفريقية تصل إلى ربع نهائي البطولات الكبرى لكرة المضرب. في الشهر التالي، واصلت جابر تقدمها بعد حصولها على بطاقتي دعوة هامتين في بطولتين في الشرق الأوسط. حصلت على نقطة مباراة ضد المصنفة الثانية سيمونا هاليب في الجولة الثانية من بطولة دبي للتنس والتي خسرتها بعد ذلك. ثم وصلت إلى ربع النهائي في بطولة قطر المفتوحة للتنس، حيث هزمت المصنفة الثالثة عالمياً كارولينا بلسكوفا، في الدور الثالث. في 26 أغسطس 2020 حققت أنس جابر إنجاز تاريخي بصعودها للمركز 31 في ترتيب رابطة محترفات التنس.

### 2021: نهائي اتحاد لاعبات التنس المحترفات الثاني وأول لقب تاريخي

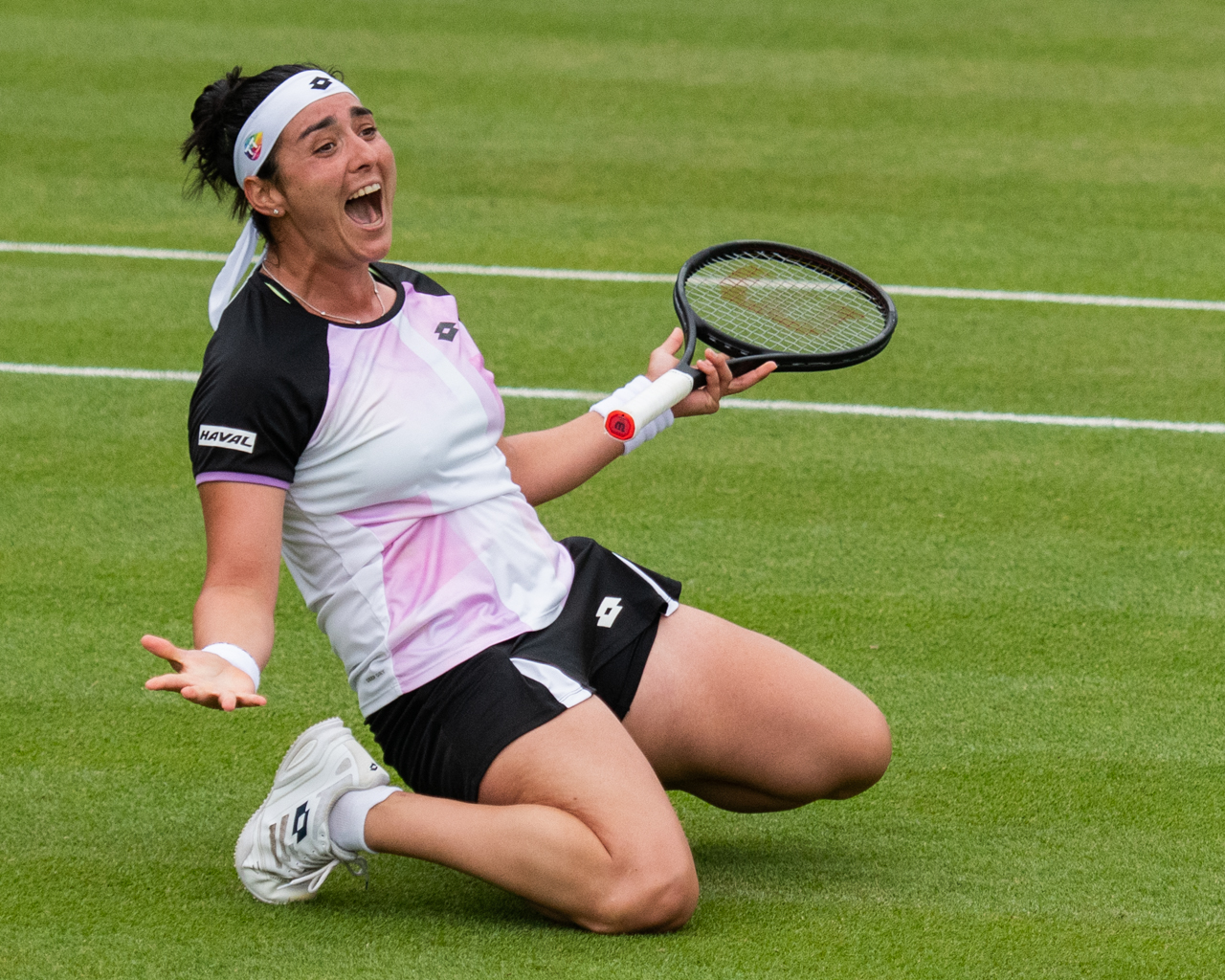
أنس جابر تحتفل بفوزها ببطولة برمنغهام كلاسيك.

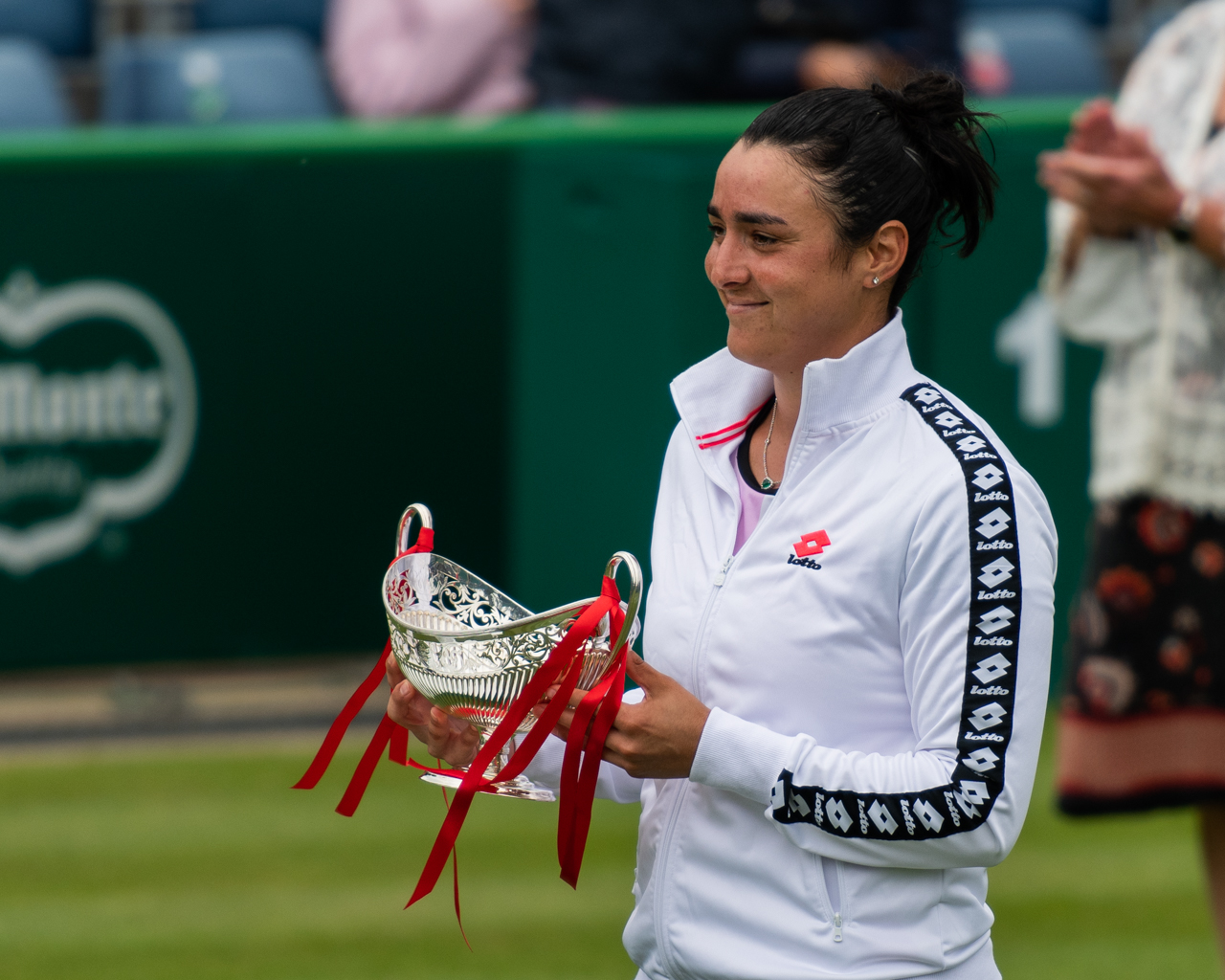
أنس جابر تحمل كأس بطولة برمنغهام كلاسيك.

وصلت إلى الدور نصف النهائي من بطولة تشارلستون المفتوحة ونهائي بطولة نهائي بطولة دورة تشارلستون المفتوحة للسيدات 2021، والتي خسرتها أمام الأسترالية أسترا شارما. وصلت إلى المرتبة 24 في 10 مايو 2021 كأعلى ترتيب في مسيرتها. صُنِّفَت في المركز 25 في دورة رولان غاروس الدولية 2021، وانتقمت بفوزها على شارما في الجولة الثانية لتتقدم إلى الدور الثالث من بطولة كبرى للمرة السادسة على التوالي. هزمت ماجدا لينيت لتصل إلى الدور الرابع للمرة الثانية حيث خسرت أمام المصنفة 24 كوكو غوف. وصلت جابر للنهائي الثالث في حياتها المهنية وصنعت التاريخ كأول امرأة عربية تفوز بلقب رابطة محترفات التنس في بطولة برمنغهام كلاسيك بفوزها على داريا كاساتكينا 7–5، 6–4. في نفس البطولة، بالشراكة مع الأسترالية إيلين بيريز، وصلت أنس جابر أيضًا إلى نهائي الزوجي الأول لها، حيث خسرته أمام ماري بوزكوفا ولوسي هراديكا.
في بطولة ويمبلدون2021، هزمت أنس جابر المصنفة 21 البطل خمس مرات ينوس ويليامز 7–5، 6–0 ليصبح أول لاعبة تنس تونسية وأول عربية وأول امرأة تمثل دولة أفريقية منذ الزيمبابوية كارا بلاك في 2005، في الدور الثالث في بطولة ويمبلدون. كان هذا أيضًا ظهورها السابع على التوالي في الجولة الثالثة في بطولة كبرى. واصلت مسيرتها التاريخية عندما هزمت بطلة ويمبلدون السابقة والمصنف 11 عالميا غاربيني موغوروزا لتصل إلى الدور الرابع 16 لأول مرة. في اليوم السابق، اندفع المشجعون التونسيون الذين توافدوا إلى ويمبلدون وصاحوا باسمها بعد فوزها في الدور الرابع على بطلة فرنسا المفتوحة 2020 المصنفة السابعة إيغا شفيونتيك (عادت مرة أخرى من المجموعة الأولى بانخفاض 5–7، 6–1، 6–1) لتصل إلى ربع النهائي، حيث خسرت أمام المصنفة الثانية أرينا سابالينكا. ونتيجة لذلك، وصلت أنس إلى الترتيب العالمي 22 في 26 يوليو 2021.
ظهرت أنس لأول مرة في الألعاب الأولمبية في دورة الألعاب الأولمبية الصيفية 2020 في بطولة الفردي وواجهت كارلا سواريز نافارو في الجولة الأولى، لكنها خسرت في مجموعات متتالية 6–4، 6–1. في بداية بطولة أمريكا المفتوحة للتنس لهذا العام، حضرت أنس جابر بطولة كندا المفتوحة كمصنفة 13 وتغلبت على كلارا بوريل، داريا كاساتكينا وحاملة اللقب بيانكا أندريسكو قبل أن تخسر أمام جيسيكا بيجلا في ربع النهائي في ثلاث مجموعات. ومن المقرر بعد ذلك أن تحضر أنس جابر سنسيناتي للماسترز وتواجه أنيت كونتافيت في الجولة الأولى من المنافسة.
لبدء سلسلة أمريكا المفتوحة لهذا العام، لعبت أنس ضد المصنف 13 في بطولة كندا للأساتذة بفوزه على كلارا بوريل، داريا كاساتكينا وحاملة اللقب بيانكا أندريسكو قبل أن يخسر في الدور ربع النهائي أمام جيسيكا بيجلا في ثلاث مجموعات. وبهذه النتيجة، ظهرت لأول مرة في قائمة أفضل 20 لاعبة لها في الأسبوع الذي يبدأ في 16 أغسطس 2021.

### 2022: لقب 1000 نقطة تاريخي والمرتبة الثانية عالميا
بدأت أنس موسمها في بطولة سيدني للتنس 2022، فازت مرة أخرى على أسترا شارما في الجولة الأولى وهزمت بيترا كفيتوفا في الجولة الثانية قبل أن تخسر أمام أنيت كونتافيت في الربع النهائي. انسحبت بعد ذلك من بطولة أستراليا المفتوحة لعام 2022 بسبب إصابة في الظهر أصيبت بها في بطولة سيدني. في فبراير، لعبت أنس بطولة دبي للتنس، هزمت المصنفة الثانية على العالم سابقًا فيرا زفوناريفا وجيسيكا بيجلا قبل أن تقصيها المصنفة الأولى السابقة سيمونا هاليب في الدور الربع النهائي. ثم دخلت بطولة قطر المفتوحة للسيدات، بعد الجولة الأولى هزمت أليكساندرا ساسنوفيتش وتيريزا مارتينكوفا قبل أن تقصيها كونتافيت مرة أخرى في الدور الربع النهائي. دخلت لبطولة مدريد للماسترز 2022 بصفتها المصنفة العاشرة عالميا، وصلت لأول نهائي لها في حدث 1000 نقطة، حيث هزمت الروسية إيكاترينا ألكسندروفا في النصف النهائي.
في 7 مايو 2022 هزمت الأمريكية جيسيكا بيجلا في النهائي، لتصبح أول لاعبة تنس عربية وأفريقية تفوز بلقب نقطة 1000 والفائزة التاسعة في بطولة مدريد للماسترز والفائزة الثامن والثلاثين في بطولات 1000 نقطة (منذ عام 2009). ويرتفع تصنيفها ثلاث درجات لتصبح الثالثة عالمياً، بعد هذا الفوز هنأها رئيس الجمهورية التونسية قيس سعيد لإنجازها التاريخي هذا.
في بطولة روما للماسترز 2022، وصلت إلى نهائي نقطة 1000 للمرة الثانية على التوالي، حيث هزمت سورانا كريستيا، أجلا توملجانوفيتش، يوليا بوتنتسيفا، والمصنفة الرابعة ماريا سكاري، قبل أن تنقذ نقطة المباراة في الدور قبل النهائي ضد داريا كاساتكينا لتحقق فوزها الحادي عشر على التوالي. ومع ذلك خسرت ضد المصنفة الأولى عالميا إيغا شفيونتيك بنتيجة 6–2، 6–2، أدى ذلك لصعودها للمرتبة السادسة عالميا.
بعد أن قضت موسمًا ممتازًا في الملاعب الترابية، شاركت بعد ذلك في دورة رولان غاروس الدولية 2022، لكنها هُزمت بشكل صادم في الدور الأول أمام ماجدا لينيت 6–3، 6–7 ،5–7 على الرغم من حصولها على مجموعة وكسر في المجموعة الثانية. خسرت 230 نقطة اكتسبتها من ظهورها في الجولة الثالثة في بطولة فرنسا المفتوحة العام الماضي. بصفتها المصنفة الأولى في الدورة، فازت أنس ببطولة ألمانيا المفتوحة 2022 في برلين بعد انسحاب بيلندا بنشيتش في المجموعة الثانية بسبب الإصابة. ونتيجة لذلك، ارتقت إلى المرتبة الثالثة عالميًا في 20 يونيو 2022. دخلت أنس في البداية بطولة إيستبورن الدولية الفردي 2022 في المركز الثاني، لكنها انسحبت قبل البطولة. ظلت أنس في قرعة الزوجي كبديل، حيث شاركت مع زميلتها سيرينا ويليامز، التي تلعب أول بطولة لها منذ بطولة ويمبلدون 2021. فازت جابر وويليامز بمباراتهما في الدور الأول ضد ماري بوزكوفا وسارا سوريبس تورمو لتتأهلا إلى الربع النهائي ضد شاكو أوياما وتشان هاو تشينغ، بعد ذلك وصلوا إلى الدور نصف النهائي لكن أنس انسحب قبل مباراتهم مع ماجدة لينيت وأليكساندرا كرونيتش بسبب إصابة في الركبة اليمنى. في 27 يونيو 2022 وصلت إلى المرتبة الثانية عالميا في تصنيف رابطة محترفات التنس.

### 2023: اللقب الرابع في اتحاد لاعبات التنس المحترفات، ربع نهائي بطولة فرنسا المفتوحة التاريخية
بدأت أُنس موسم 2023 بانتصارين أولهما على الرومانية سورانا كريستيا والأوكرانية المتأهلة مارتا كوستيوك في بطولة أديلايد الدولية. لكنها خسرت في الدور نصف النهائي على يد اللاعبة ليندا نوسكوفا البالغة من العمر 19 عاماً والتي تحتل الترتيب 102 على العالم بواقع 3 مجموعات. في منتصف شهر يناير، شاركت في بطولة أستراليا المفتوحة - فردي السيدات 2023، وبعد فوزها على السلوفانية تمارا زيدانسيك بثلاث مجموعات خسرت على يد ماركيتا فوندروسوفا.

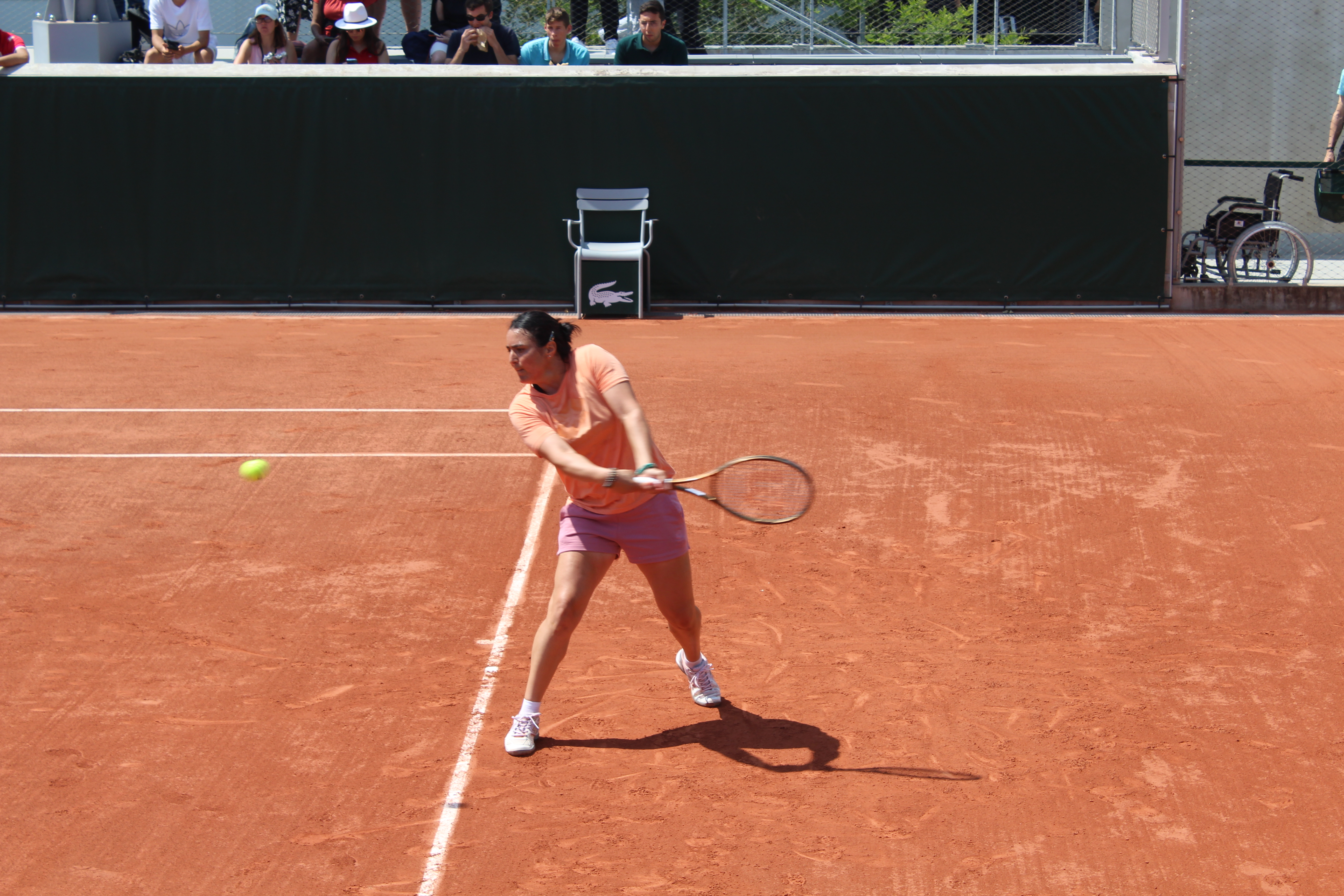
أنس في بطولة فرنسا المفتوحة 2023.

بعد تغيّبها بسبب الإصابة في الركبة اليمنى أجرت خلالها جراحة، عادت إلى الملاعب في مارس في بطولة باريباس المفتوحة، حيث فازت على البولندية ماجدالينا فريتش لكنها خسرت في الدور الثالث لصالح ماركيتا فوندروشوفا. في الأسبوع التالي في ميامي، خسرت في الدور الثاني أمام الروسية فارفارا غراتشيفا فودّعت الدور الأول.
في أبريل، فازت في بطولة تشارلستون المفتوحة بفوزها في النهائي على السويسرية بيلندا بنشيتش, علماً بأن أنس هزمت بيلندا في نهائي العام السابق. وكانت قد فازت في الأدوار قبل النهائية على كل من الأوكرانية لسيا تسورينكو وكارولين دولهايد وآنا كالينسكايا وداريا كاساتكينا دون أن تخسر أية مجموعة.
شاركت أنس جابر في بطولة شتوتغارت بعد أسبوعين، وأخرجت الفائزة ببطولة رولان غاروس يلينا أوستابينكو والبرازيلية بياتريس حداد مايا، لكنها غادرت نصف النهائي بعد خسارتها أمام إيغا شفيونتيك بسبب إصابتها في السابق اليسرى. كما أجبرتها هذه الأصابة على التخلي عن الدفاع عن لقبها في بطولة موتوا مدريد المفتوحة 2023.
وصلت إلى الدور ربع النهائي في بطولة فرنسا المفتوحة 2023 بفوزها على أولغا دانيلوفيتش وبرناردا بيرا، لتصبح أول امرأة تونسية وعربية تصل لهذه المرحلة في رولان غاروس. وهي أول أمرأة أفريقية تصل لدور الثمانية منذ أن وصلت الجنوب أفريقية أماندا كوتزر لنصف النهائي عام 1997.وفي يوليو 2023 ارتقت التونسية أنس جابر إلى المركز الخامس في التصنيف العالمي لكرة المضرب، على حساب الفرنسية كارولين غارسيا.
في الثاني من نوفمبر 2023 فازت في دور المجموعات لنهائيات إتحاد التنس النسائي 2023 على التشيكية "ماركيتا فوندروسوفا" وقالت عبر تصريح لها:" إن من الصعب جداً رؤية الأطفال والرضع يموتون كل يوم، إنه أمر مفجع، لقد قررت التبرع بجزء من جائزتي المالية لمساعدة الفلسطينيين، لا أستطيع أن أكون سعيدة بهذا الفوز".وتابعت "هذه ليست رسالة سياسية، إنها مجرد إنسانية. أريد السلام في هذا العالم وهذا كل شيء".
وفي 30 نوفمبر 2023 فازت بلقبها الخامس ببطولة نينغبو بفوزها الساحق على الروسية الواعدة ديانا شنايدر.

## 2024: بداية متعثرة
جاءت بداية موسم 2024 غير مبشرة حيث مُنيت أنس جابر بخسارة ساحقة في الدور الثاني لبطولة أستراليا المفتوحة في كرة المضرب، أولى البطولات الأربع الكبرى، أمام الروسية ميرا أندرييفا، البالغة 16 عاماً، بنتيجة 0-6 و2-6. وفي مارس 2024 ودعت أنس جابر، المصنفة سادسة عالمياً، دورة إنديانا ويلز الأميركية للماسترز في كرة المضرب، من الدور الثاني بعدما خسرت أمام الأميركية كايتي فولينيتس، المصنفة 131 عالمياً، بنتيجة 4-6، 4-6. تراجعت أنس جابر 3 مراكز في التصنيف العالمي للاعبات التنس المحترفات الصادر في 8 أبريل 2024 لتحتل المركز التاسع بعدما كانت في المركز السادس الشهر الذي قبله.وفي 18 أبريل 2024 ودعت أنس جابر بطولة شتوتغارت للتنس من الدور ثمن النهائي بعد خسارتها أمام الإيطالية ياسمين باوليني بنتيجة 6-7 (8-10) و4-6. وفي 29 أبريل 2024 باتت "أنس" أولى المتأهلات لدور الثمانية في بطولة مدريد المفتوحة للتنس، بعد فوزها على اللاتفية يلينا أوستابينكو المصنفة العاشرة عالميا بنتيجة(6-0) و(6-4) في دور الـ16 من البطولة.وفي 30 أبريل 2024 ودعت أنس جابر، المصنفة الثامنة، بطولة مدريد المفتوحة للتنس من ربع النهائي، بعد خسارتها أمام الأميركية ماديسون كيز، المصنفة 18 في البطولة بنتيجة (0-6) و(7-5) و(6-1).حافظت أنس جابر على المركز التاسع في التصنيف العالمي للاعبات التنس المحترفات الصادر في 6 مايو 2024 من قبل الرابطة العالمية للاعبات التنس المحترفات.وفي 10 مايو 2024 واصلت أنس نتائجها المخيبة للآمال بخروجها من الدور الثاني لدورة روما للتنس بعد سقوطها أمام الأميركية صوفيا كينين في مباراة استغرقت ساعتين و17 دقيقة بنتيجة (5-7) و(6-2) و(4-2).وفي 27 مايو 2024 تأهلت أنس جابر، المصنفة التاسعة عالمياً، إلى الدور الثاني من بطولة فرنسا المفتوحة للتنس (رولان غاروس) بعد فوزها بسهولة على  الأميركية ساتشيا فيكري بنتيجة (6-3) و(6-2).وفي 29 مايو 2024 تأهلت أنس إلى الدور الثالث بحسمها مواجهتها الأولى على الإطلاق مع الكولومبية كاميلا أوسوريو السابعة والسبعين (6-3) و(1-6) و(6-3).وفي 31 مايو 2024 تأهلت أنس إلى ثمن نهائي بطولة فرنسا المفتوحة للتنس للمرة الرابعة في آخر 5 مواسم بعد الفوز على الكندية ليلي فرنانديز بمجموعتين نظيفتين (6-4) و(7-6) خلال ساعة و53 دقيقة في الدور الثالث من المسابقة.وفي 2 يونيو 2024 تأهلت أنس إلى ربع نهائي بطولة رولان غاروس بعد فوزها على الدنماركية كلارا تاوسون بنتيجة (6-4) و(6-4).وفي 4 يونيو 2024 ودعت أنس بطولة رولان غاروس من الدور ربع نهائي بخسارتها (6-4) و(2-6) و(3-6) أمام الأميركية كوكو غوف المصنفة الثالثة عالمياً.وفي 17 يونيو 2024 أعلنت أنس غيابها عن دورة الألعاب الأولمبية "باريس 2024"، بسبب خشيتها على وضعها البدني.وفي 20 يونيو 2024 تأهلت أنس إلى دور الثمانية ببطولة برلين للتنس للسيدات المقامة على الملاعب العشبية بعد فوزها على التشيكية ليندا نوسكوفا بنتيجة "6-7" و"6-3" و"6-4".وفي 22 يونيو 2024 انسحبت أنس من مباراتها في الدور ربع النهائي من دورة برلين بداعي الإصابة والمرض.
وفي 3 يوليو 2024 شقت النجمة التونسية طريقها إلى الدور الثاني في بطولة ويمبلدون للتنس بفوزها على اليابانية مويوكا أوتشيجيما في 55 دقيقة بنتيجة "6-3" و"6-1".وفي 4 يوليو 2024 تأهلت أنس إلى الدور السادس عشر لبطولة ويمبلدون بفوزها على الأمريكية روبين مونتجمري بنتيجة "6-1" و"7-5".وفي 6 يوليو 2024 ودعت أنس جابر منافسات بطولة ويمبلدون للتنس، أحد بطولات الـ«جراند سلام» الكبرى، من الدور الثالث بعدما خسرت أمام الأوكرانية إيلينا سفياولينا بمجموعتين دون مقابل.وفي 8 أغسطس 2024 ودعت أنس دورة تورونتو لماسترز الألف نقطة في كرة المضرب بخسارتها أمام اليابانية ناومي أوساكا بنتيجة (3-6) و(1-6) بالدور الأول.

## التمثيل الوطني

### كأس فيد
مثلت أنس جابر تونس في كأس فيد للشباب في 2009 إلى جانب نور عباس وصونيا دقو. احتل الفريق المركز الثالث في مجموعته التي ضمت أيضًا المكسيك، الصين وألمانيا. على الرغم من خسارة أنس جابر للأشواط الفردية الثلاثة، فازت تونس بمقابلتها ضد المكسيك بعد فوز نور عباس بمباراة الفردي وتعاون أنس جابر مع نور عباس للفوز بالأشواط الزوجية الحاسمة. احتلت تونس المركز 11 من أصل 16 فريقًا إجمالاً، وخسرت مقابلة المركز الأول عن المراتب الـ9 حتى الـ12 أمام إندونيسيا، لكنها فازت بالمقابلة الثانية عن هذه المراتب ضد أستراليا. فازت أنس جابر ونور عباس بكل من المباريات الفردية في تلك المقابلة الأخيرة.
ظهرت أنس جابر ممثلة لتونس لأول مرة في كأس فيد 2011، حيث مثلت تونس من عام 2011 إلى عام 2013، ومرة أخرى من عام 2016 حتى عام 2019. وقد لعبت في 29 مقابلة، وجمعت رقمًا قياسيًا إجماليًا من 32 انتصارا و11 خسارة مقسمة بين 24–5 في الفردي و8–6 في الزوجي. انتصاراتها الفردية الـ24 تُعادل انتصارات سليمة صفر ويملكان أكبر عدد من الانتصارات في تاريخ المشاركات التونسية في كأس فيد. عندما بدأت أنس جابر اللعب لأول مرة مع تونس، كانت تونس في المجموعة الثالثة لمنطقة أوروبا وإفريقيا، ثم تمت ترقيتها إلى المجموعة الثانية في المنطقة لعام 2013 بعد فوزها في جميع مقابلاتها الخمسة في دورة روبن ومقابلة فاصلة ضد أيرلندا في عام 2012. تمت ترقيت تونس مرة أخرى إلى المجموعة الأولى في المنطقة لعام 2014 في العام التالي، وفازوا في مقابلة فاصلة ضد ليتوانيا. ومع ذلك لم تشارك تونس في نهاية المطاف في كأس فيد في 2014 أو 2015، والذي كان متزامنًا مع إيقاف تونس لمدة عام واحد من كأس ديفيز الذي نتج عن مطالبة الجامعة التونسية لكرة المضرب للاعب مالك الجزيري بالتخلف عن مباراة أمام لاعب من إسرائيل.
عندما عادت تونس إلى كأس فيد في 2016، تم وضعها مرة أخرى في المجموعة الثالثة في المنطقة ولم تنجح في الفوز بمجموعاتها في الدور الأول في 2016 أو 2017، وخسرت مقابلاتها مع اليونان ولوكسمبورغ في عام 2016 ثم فنلندا ومالطا في عام 2017. فازت تونس مرة أخرى بمجموعتها في دورة روبن مرة أخرى في عام 2018، وبعد ذلك هزمت ليتوانيا لتفوز بالترقية إلى مجموعة المنطقة الثانية في عام 2019. لم تفز تونس بمجموعة دورة روبن واحتفظت بمكانها في مجموعة المنطقة الثانية لعام 2020. وفازت أنس جابر بجميع مباريات الفردي عندما تمت ترقية الفريق في 2012، 2013 و2018.

### الألعاب الأولمبية الصيفية
بصفتها شابة، مثلت أنس جابر تونس في دورة الألعاب الأولمبية الصيفية للشباب 2010 في سنغافورة، وفازت بمبارتين فرديتين ومباراة زوجي، والأخيرة مع الرومانية كريستينا دينو. تم إقصائها في ربع النهائي من قبل اللاعبة الصينية تشينغ سيساي في كلتا المسابقتين. كما مثلت جابر تونس في الفردي في دورة الألعاب الأولمبية بلندن عام 2012، وألعاب ريو دي جانيرو الأولمبية في عام 2016، ودورة الألعاب الأولمبية بطوكيو في عام 2021. وخسرت مباراتها الافتتاحية عام 2012 أمام سابين ليزيكي في ثلاث مجموعات. كما خسرت مباراتها الافتتاحية في الجولة الافتتاحية لعام 2016 في ثلاث مجموعات، وهذه المرة أمامداريا كاساتكينا. أتيحت لها فرصة الإرسال للمباراة في المجموعة الثانية ضد كساتكينا، لكنها تعرضت لإصابة حرمتها من المواصلة. كما خسرت في مباراتها الافتتاحية عام 2021 أمام كارلا سواريز نافارو في مجموعات متتالية.

## متعلقات

### أسلوب اللعب

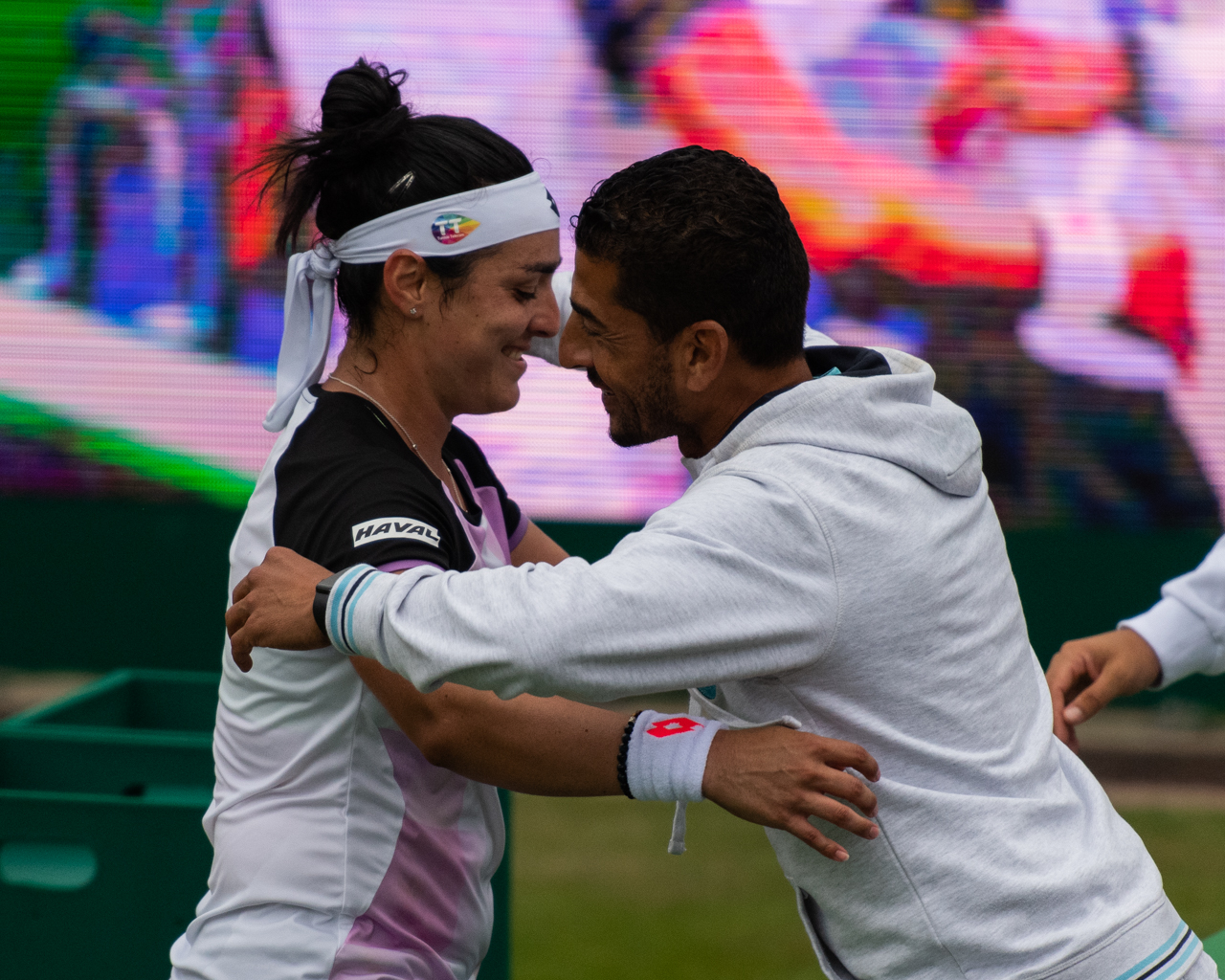
أنس جابر مع عصام جلالي بعد فوزها ببطولة برمنغهام كلاسيك 2021.

بنت أنس جابر أسلوب لعبها حول مجموعة متنوعة من الأساليب التي تشير إليها «بالضربات المجنونة». وتحاول توظيف ضربات صعبة لأنها الطريقة التي تفضل لعب التنس بها. تحب استخدام الضربات اللولبية والضربات القصيرة على وجه التحديد. يمكن لأنس جابر تنفيذ الضربات الفائزة بعدة طرق منها: الضربات القصيرة الخلفية من الخط الخلفي أو الضربات الأمامية المباشرة. وتحب اللعب على جميع الأرضيات.

### المدربين
عندما كانت شابة، قام نبيل مليكة بتدريبها حتى بلغت الثالثة عشرة من عمرها، وبدأت أنس جابر العمل مع برتراند بيريت منذ فبراير 2018. وتنظر إلى بيريت على أنه أكثر دعمًا لأسلوب لعبها من مدربيها السابقين، قائلة «أعتقد أنه يفهم طريقة لعبي. يحاول تحسين تسديداتي الجيدة، وليس تغيير ما أفعله لقد عملت مع الكثير من المدربين الذين حاولوا تغيير طريقة لعبي... شجعني برتراند على القيام بالتسديد وكذلك تصحيح تسديداتي، بدلاً من المدربين الآخرين الذين طلبوا مني عدم القيام بالتسديد على الإطلاق.» في أوائل عام 2020، غيرت جابر المدرب إلى التونسي عصام جلالي، اللاعب التونسي السابق في كأس ديفيز الذي كانت تعمل معه بالفعل منذ حوالي ثلاث سنوات.

## خارج كرة المضرب

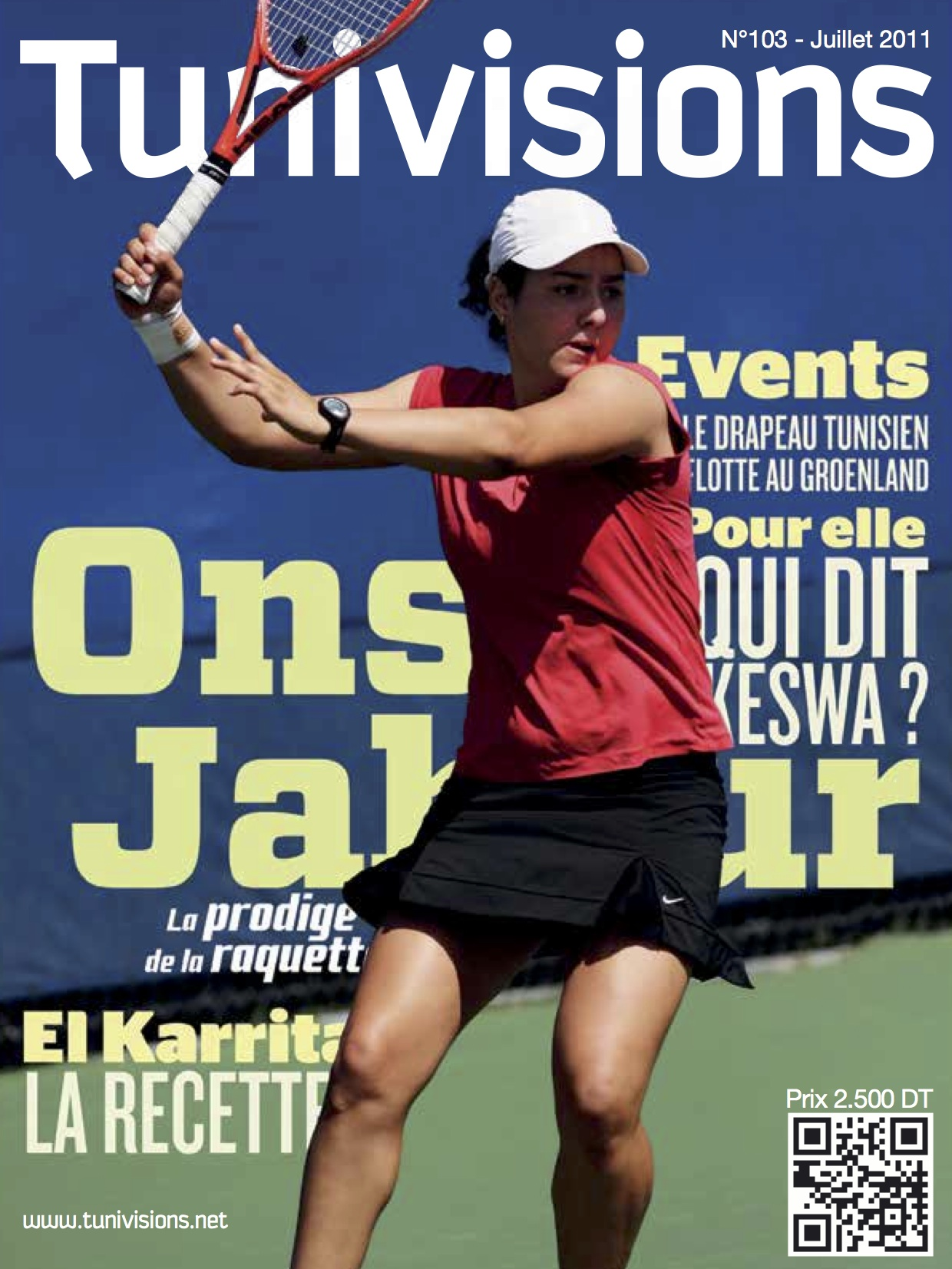
صورة أنس جابر على غلاف مجلة تونيفيزيون عدد 103، يوليو 2011 مشيدة بفوزها بلقب دورة فرنسا المفتوحة 2011 للفتيات.

### الحياة الشخصية
أنس جابر متزوجة من كريم كمون، مبارز روسي تونسي سابق يعمل أيضًا مدربًا للياقة البدنية منذ منتصف عام 2017. وهي تتقن اللغات العربية والإنجليزية والفرنسية وتتعلم اللغة الروسية لأن زوجها يتحدث اللغة الروسية.
كان لاعب التنس المفضل لديها عندما كانت طفلة هو الأمريكي أندي روديك. أحيانا تلعب كرة القدم بشكل ترفيهي وهي من محبي فريق النجم الرياضي الساحلي ونادي ريال مدريد. كانت جابر واحدة من اثني عشر لاعباً حصلوا على «جائزة لاعبة جراند سلام دولية» من صندوق جراند سلام للتنمية في عام 2017 مباشرة قبل بطولة فرنسا المفتوحة، حيث فازت بأول مباراتين لها في البطولات الأربع الكبرى.
فازت جابر بجائزة أفضل امرأة عربية لعام 2019 في فئة الرياضة، بعد أن وصلت إلى الدور الثالث من بطولة الولايات المتحدة المفتوحة ورسخت مكانتها كلاعبة دائمة ضمن أفضل 100 امرأة في ذلك العام.

### جوائز وأوسمة
- وسام الإستحقاق الوطني (2022)[126]
- جائزة المرأة العربية (2019)[127][128]
- جائزة الرياضية المفضّلة، جوائز صناع الترفيه 2024[129]

### الشراكة والرعاية
- الخطوط الجوية القطرية.[130][131][132]
- إتصالات تونس.[133][134][135]
- بنك قطر الوطني تونس.[136][137]

## الإحصائيات

### المشاركات الفردية
مفتاح
| ف | ن | ن.ن | ر.ن | د# | د.م | ل | أ.أ | ت | غ | ب | ف | ذ | م.خ | ل.ت |

(ف) فاز بالبطولة (ن) وصل النهائي (ن.ن) نصف النهائي (ر.ن) ربع النهائي (د#) الأدوار الأربعة الأولى (د.م) دور المجموعات (ل) شارك في كأس ديفيز (أ.أ) خرج من الأدوار الاولى (ت) خسر التصفيات التأهيلية (غ) غاب عن الحدث أو البطولة (ب) حصل على ميدالية برونزية (ف) حصل على ميدالية فضية (ذ) حصل على ميدالية ذهبية (م.خ) بطولة الماسترز خُفضت إلى مرتبة أقل (ل.ت) البطولة لم تعقد في السنة المعينة.
لتجنب الارتباك وازدواجية الحساب، يتم تحديث هذه المعلومات إما في نهاية البطولة، أو عندما تكون مشاركة اللاعب في البطولة قد انتهت.

آخر تحديث: 18 مايو 2022
| البطولة/السنة                         | 2012                        | 2013                        | 2014                        | 2015                        | 2016                        | 2017                        | 2018                        | 2019                        | 2020                        | 2021                        | 2022                        | SR                          | فوز–خسارة                   | نسبة الفوز (%)              |
| البطولات الكبرى لكرة المضرب           | البطولات الكبرى لكرة المضرب | البطولات الكبرى لكرة المضرب | البطولات الكبرى لكرة المضرب | البطولات الكبرى لكرة المضرب | البطولات الكبرى لكرة المضرب | البطولات الكبرى لكرة المضرب | البطولات الكبرى لكرة المضرب | البطولات الكبرى لكرة المضرب | البطولات الكبرى لكرة المضرب | البطولات الكبرى لكرة المضرب | البطولات الكبرى لكرة المضرب | البطولات الكبرى لكرة المضرب | البطولات الكبرى لكرة المضرب | البطولات الكبرى لكرة المضرب |
| ------------------------------------- | --------------------------- | --------------------------- | --------------------------- | --------------------------- | --------------------------- | --------------------------- | --------------------------- | --------------------------- | --------------------------- | --------------------------- | --------------------------- | --------------------------- | --------------------------- | --------------------------- |
| أستراليا المفتوحة                     | غ                           | غ                           | غ                           | د1                          | غ                           | ت3                          | د1                          | د1                          | ر.ن                         | د3                          | غ                           | 0 / 5                       | 6–5                         | 55%                         |
| دورة رولان غاروس الدولية              | ت2                          | غ                           | ت1                          | ت2                          | غ                           | د3                          | ت2                          | د1                          | د4                          | د4                          |                             | 0 / 4                       | 8–4                         | 67%                         |
| بطولة ويمبلدون                        | غ                           | ت1                          | ت3                          | غ                           | ت1                          | د1                          | د2                          | د1                          | ل.ت                         | ر.ن                         |                             | 0 / 4                       | 5–4                         | 56%                         |
| بطولة أمريكا المفتوحة للتنس           | غ                           | ت1                          | د1                          | ت1                          | ت1                          | د2                          | د1                          | د3                          | د3                          | د3                          |                             | 0 / 6                       | 7–6                         | 54%                         |
| فوز–خسارة                             | 0–0                         | 0–0                         | 0–1                         | 0–1                         | 0–0                         | 3–3                         | 1–3                         | 2–4                         | 9–2                         | 11–4                        | 0–0                         | 0 / 19                      | 26–19                       | 58%                         |
| التمثيل الوطني                        |                             |                             |                             |                             |                             |                             |                             |                             |                             |                             |                             |                             |                             |                             |
| الألعاب الأولمبية الصيفية             | د1                          | ل.ت                         | ل.ت                         | ل.ت                         | د1                          | ل.ت                         | ل.ت                         | ل.ت                         | ل.ت                         | د1                          | ل.ت                         | 0 / 3                       | 0–3                         | 0%                          |
| جولات رابطة محترفات التنس (1000 نقطة) |                             |                             |                             |                             |                             |                             |                             |                             |                             |                             |                             |                             |                             |                             |
| بطولة دبي للتنس / بطولة قطر المفتوحة  | د1                          | د1                          | غ                           | غ                           | ت1                          | د2                          | د1                          | د2                          | ر.ن                         | د3                          | ر.ن                         | 0 / 8                       | 9–8                         | 53%                         |
| إنديان ويلز للماسترز                  | غ                           | غ                           | غ                           | د2                          | غ                           | غ                           | ت1                          | د1                          | ل.ت                         | ن.ن                         | د2                          | 0 / 4                       | 5–4                         | 56%                         |
| ميامي للماسترز                        | غ                           | غ                           | غ                           | ت1                          | غ                           | غ                           | ت1                          | د2                          | ل.ت                         | د4                          | د4                          | 0 / 3                       | 5–3                         | 63%                         |
| مدريد للماسترز                        | غ                           | غ                           | غ                           | غ                           | غ                           | غ                           | غ                           | غ                           | ل.ت                         | د3                          | ف                           | 1 / 2                       | 8–1                         | 89%                         |
| روما للماسترز                         | غ                           | غ                           | غ                           | غ                           | غ                           | غ                           | غ                           | ت2                          | د1                          | غ                           | ن                           | 0 / 2                       | 5–2                         | 71%                         |
| بطولة كندا للماسترز                   | غ                           | غ                           | غ                           | غ                           | غ                           | غ                           | غ                           | ت2                          | ل.ت                         | ر.ن                         |                             | 0 / 1                       | 3–1                         | 75%                         |
| سنسيناتي للماسترز                     | غ                           | غ                           | غ                           | غ                           | غ                           | غ                           | غ                           | د1                          | ر.ن                         | د3                          |                             | 0 / 3                       | 5–3                         | 63%                         |
| باسفيك / بطولة ووهان المفتوحة         | غ                           | غ                           | غ                           | غ                           | غ                           | د1                          | غ                           | د2                          | ل.ت                         | ل.ت                         |                             | 0 / 2                       | 1–2                         | 33%                         |
| بطولة الصين المفتوحة للتنس            | غ                           | غ                           | غ                           | غ                           | غ                           | ت2                          | د2                          | ت1                          | ل.ت                         | ل.ت                         |                             | 0 / 1                       | 1–1                         | 50%                         |
| الأرقام والإحصائيات                   |                             |                             |                             |                             |                             |                             |                             |                             |                             |                             |                             |                             |                             |                             |
| المسيرة                               | 2012                        | 2013                        | 2014                        | 2015                        | 2016                        | 2017                        | 2018                        | 2019                        | 2020                        | 2021                        | 2022                        | SR                          | فوز–خسارة                   | نسبة الفوز (%)              |
| عدد البطولات الملعوبة                 | 2                           | 3                           | 7                           | 5                           | 3                           | 11                          | 12                          | 19                          | 11                          | 19                          | 9                           | المجموع: 101                | المجموع: 101                | المجموع: 101                |
| عدد البطولات المكسوبة                 | 0                           | 0                           | 0                           | 0                           | 0                           | 0                           | 0                           | 0                           | 0                           | 1                           | 1                           | المجموع: 2                  | المجموع: 2                  | المجموع: 2                  |
| عدد المباريات النهائية                | 0                           | 0                           | 0                           | 0                           | 0                           | 0                           | 1                           | 0                           | 0                           | 3                           | 3                           | المجموع: 7                  | المجموع: 7                  | المجموع: 7                  |
| فوز–خسارة (أرضية صلبة)                | 0–1                         | 3–3                         | 1–5                         | 1–5                         | 0–1                         | 5–7                         | 6–9                         | 10–14                       | 18–9                        | 25–13                       | 8–5                         | 0 / 71                      | 76–72                       | 51%                         |
| فوز–خسارة (أرضية ترابية)              | 0–0                         | 0–0                         | 1–2                         | 0–0                         | 0–2                         | 4–2                         | 2–2                         | 0–1                         | 3–2                         | 13–4                        | 17–3                        | 1 / 17                      | 41–18                       | 69%                         |
| فوز–خسارة (أرضية عشبية)               | 0–1                         | 0–0                         | 0–0                         | 0–0                         | 0–0                         | 0–2                         | 1–1                         | 5–3                         | 0–0                         | 10–2                        | 0–0                         | 1 / 11                      | 16–9                        | 64%                         |
| فوز–خسارة                             | 0–2                         | 3–3                         | 2–7                         | 1–5                         | 0–3                         | 9–11                        | 9–12                        | 15–18                       | 21–11                       | 48–19                       | 25–8                        | 2 / 101                     | 133–99                      | 57%                         |
| نسبة الفوز (%)                        | 0%                          | 50%                         | 22%                         | 17%                         | 0%                          | 45%                         | 43%                         | 45%                         | 66%                         | 72%                         | 76%                         | المجموع: 57%                | المجموع: 57%                | المجموع: 57%                |
| الترتيب                               | 264                         | 139                         | 146                         | 210                         | 193                         | 88                          | 62                          | 77                          | 31                          | 10                          |                             | $6،055،892                  | $6،055،892                  | $6،055،892                  |

### مسيرة ونهائيات رابطة محترفات التنس

#### فردي: 8 (3 ألقاب، 5 وصافة)
| نوع البطولة                               |
| ----------------------------------------- |
| البطولات الكبرى لكرة المضرب (0–0)         |
| بطولات الجولة (0–0)                       |
| سلسة الأساتذة 5 (0–0)                     |
| بطولات رابطة محترفات التنس الممتازة (0–1) |
| دولية / رابطة محترفات التنس (0–0)         |

| النهائيات حسب نوع الأرضية |
| ------------------------- |
| صلبة (0–1)                |
| ترابية (0–0)              |
| عشبية (0–0)               |
| سجادية (0–0)              |

| نتيجة | فوز–هزيمة | التاريخ     | المسابقة                          | النوع                               | نوع الأرضية | الخصم            | النتيجة            |
| ----- | --------- | ----------- | --------------------------------- | ----------------------------------- | ----------- | ---------------- | ------------------ |
| هزيمة | 0–1       | أكتوبر 2018 | كأس الكرملين، روسيا               | بطولات رابطة محترفات التنس الممتازة | صلبة        | داريا كاسكاتينا  | 6–2، 6–7(3–7)، 4–6 |
| هزيمة | 0–2       | أبريل 2021  | دورة تشارلستون، الولايات المتحدة  | رابطة محترفات التنس 250             | ترابية      | أسترا شارما      | 6–2، 5–7، 1–6      |
| فوز   | 1–2       | يونيو 2021  | برمنغهام كلاسيك، المملكة المتحدة  | رابطة محترفات التنس 250             | عشبية       | داريا كاساتكينا  | 7–5، 6–4           |
| هزيمة | 1–3       | أكتوبر 2021 | شيكاغو كلاسيك، الولايات المتحدة   | رابطة محترفات التنس 500             | صلبة        | غاربيني موغوروزا | 6–3، 3–6، 0–6      |
| هزيمة | 1–4       | أبريل 2022  | بطولة تشارلستون، الولايات المتحدة | رابطة محترفات التنس 500             | ترابية      | بيلندا بنشيتش    | 1–6، 7–5، 4–6      |
| فوز   | 2–4       | مايو 2022   | مدريد للماسترز، إسبانيا           | رابطة محترفات التنس 1000            | ترابية      | جيسيكا بيجلا     | 7–5، 0–6، 6–2      |
| هزيمة | 0–2       | مايو 2022   | روما للماسترز، إيطاليا            | رابطة محترفات التنس 1000            | ترابية      | إيغا شفيونتيك    | 6–2، 6–2           |
| فوز   | 3–5       | يونيو 2022  | ألمانيا المفتوحة، ألمانيا         | رابطة محترفات التنس 500             | عشبية       | بيلندا بنشيتش    | 6–3، 2–1           |

#### زوجي: 1 (1 وصافة)
| نوع البطولة                               |
| ----------------------------------------- |
| البطولات الكبرى لكرة المضرب (0–0)         |
| سلسة الأساتذة 5 (0–0)                     |
| بطولات رابطة محترفات التنس الممتازة (0–1) |
| دولية / رابطة محترفات التنس (0–0)         |

| النهائيات حسب نوع الأرضية |
| ------------------------- |
| صلبة (0–1)                |
| ترابية (0–0)              |
| عشبية (0–0)               |
| سجادية (0–0)              |

| نتيجة | فوز–خسارة | التاريخ    | المسابقة                        | النوع               | نوع الأرضية | الشريك      | الخصم                     | النتيجة          |
| ----- | --------- | ---------- | ------------------------------- | ------------------- | ----------- | ----------- | ------------------------- | ---------------- |
| هزيمة | 0–1       | يونيو 2021 | بطولة برمنغهام، المملكة المتحدة | رابطة محترفات التنس | ترابية      | إيلين بيريز | ماري بوزكوفا لوسي هراديكا | 4–6، 6–2، [8–10] |

### نهائيات الاتحاد الدولي لكرة المضرب

#### فردي: 15 (11 البطل، 4 الوصيف)
| للتوضيح              |
| -------------------- |
| بطولات 100.000 دولار |
| بطولات 75.000 دولار  |
| بطولات 50.000 دولار  |
| بطولات 25.000 دولار  |
| بطولات 10.000 دولار  |

| نتيجة | فوز–هزيمة | التاريخ     | المسابقة                                 | النوع   | نوع الأرضية | الخصم             | النتيجة            |
| ----- | --------- | ----------- | ---------------------------------------- | ------- | ----------- | ----------------- | ------------------ |
| هزيمة | 0–1       | أكتوبر 2009 | المنستير، تونس                           | 10.000  | صلبة        | إليز تامالا       | 2–6، 2–6           |
| فوز   | 1–1       | أبريل 2010  | أنطاليا، تركيا                           | 10.000  | ترابية      | ساندرا زانيوسكا   | 2–1 ret.           |
| فوز   | 2–1       | يوليو 2010  | الدار البيضاء، المغرب                    | 10.000  | ترابية      | آنا مورجينا       | 7–5، 6–3           |
| هزيمة | 2–2       | أبريل 2012  | تونس، تونس                               | 25.000  | ترابية      | ساندرا زانيوسكا   | 4–6، 6–4، 2–6      |
| فوز   | 3–2       | أبريل 2013  | تونس، تونس                               | 25.000  | ترابية      | سارا سوريبس تورمو | 6–3، 6–2           |
| فوز   | 4–2       | مايو 2013   | فوكوكا، اليابان                          | 50.000  | عشبية       | أن صوفي ميستاتش   | 7–6(7–2)، 6–2      |
| فوز   | 5–2       | مايو 2013   | كورومي، اليابان                          | 50.000  | عشبية       | أن صوفي ميستاتش   | 6–0، 6–2           |
| فوز   | 6–2       | أكتوبر 2013 | ساغينيه، كندا                            | 50.000  | صلبة        | كوكو فانديواغ     | 6–7(0–7)، 6–0، 6–3 |
| فوز   | 7–2       | مايو 2014   | تونس، تونس                               | 25.000  | ترابية      | فاليريا سافينيخ   | 6–3، 7–6(7–4)      |
| هزيمة | 7–3       | أغسطس 2014  | لندیزفیل، الولايات المتحدة الأمريكية     | 25.000  | صلبة        | بولا كانيا        | 7–5، 3–6، 4–6      |
| هزيمة | 7–4       | أكتوبر 2014 | نانت، فرنسا                              | 50.000  | صلبة        | كاترينا سينياكوفا | 5–7، 2–6           |
| فوز   | 8–4       | يناير 2016  | دايتونا بيتش، الولايات المتحدة الأمريكية | 25.000  | ترابية      | أولغا فريدمان     | 0–6، 6–2، 6–4      |
| فوز   | 9–4       | يناير 2016  | صنرايز، الولايات المتحدة الأمريكية       | 25.000  | ترابية      | آنا تاتيشفيلي     | 3–6، 6–2، 6–1      |
| فوز   | 10–4      | مايو 2016   | تونس، تونس                               | 50.000  | ترابية      | رومينا أوبراندي   | 1–6، 6–2، 6–2      |
| فوز   | 11–4      | يونيو 2018  | مانشستر، المملكة المتحدة                 | 100.000 | عشبية       | سارا سوريبس تورمو | 6–2، 6–1           |

#### زوجي: 2 (1 بطل، 1 الوصيف)
| للتوضيح              |
| -------------------- |
| بطولات 100.000 دولار |
| بطولات 75.000 دولار  |
| بطولات 50.000 دولار  |
| بطولات 25.000 دولار  |
| بطولات 10.000 دولار  |

| نتيجة | فوز–خسارة | التاريخ     | المسابقة              | النوع  | نوع الأرضية | الشريك           | الخصم                     | النتيجة          |
| ----- | --------- | ----------- | --------------------- | ------ | ----------- | ---------------- | ------------------------- | ---------------- |
| هزيمة | 0–1       | أكتوبر 2009 | المنستير، تونس        | 10.000 | صلبة        | نور عباس         | إليز تامالا نيكول تيسن    | 1–6، 7–5، [4–10] |
| فوز   | 1–1       | يوليو 2010  | الدار البيضاء، المغرب | 10.000 | ترابية      | كاترينا بارانوفا | غالينا فوكينا آنا مورجينا | 6–3، 6–3         |

### نهائيات البطولات الكبرى لكرة المضرب للشباب

#### فردي: 2 (1 البطل، 1 الوصيف)
| نتيجة | السنة | المسابقة       | نوع الأرضية | الخصم           | النتيجة        |
| ----- | ----- | -------------- | ----------- | --------------- | -------------- |
| هزيمة | 2010  | فرنسا المفتوحة | ترابية      | يلينا سفيتولينا | 2–6، 5–7       |
| فوز   | 2011  | فرنسا المفتوحة | ترابية      | مونيكا بويغ     | 7–6(10–8)، 6–1 |

### الترتيب العالمي
| السنة                | 2010 | 2011 | 2012 | 2013 | 2014 | 2015 | 2016 | 2017 | 2018 | 2019 | 2020 | 2021 | 2022 |
| -------------------- | ---- | ---- | ---- | ---- | ---- | ---- | ---- | ---- | ---- | ---- | ---- | ---- | ---- |
| أعلى مرتبة حسب السنة | 583  | 634  | 260  | 135  | 133  | 118  | 170  | 83   | 60   | 51   | 31   | 7    | 3    |
| ترتيب نهاية العام    | 601  | 1209 | 264  | 139  | 146  | 210  | 193  | 88   | 62   | 77   | 31   | 10   |      |

### الإنتصارات على المصنفين العشر الأوائل
| الموسم         | 2017 | 2018 | 2019 | 2020 | 2021 | 2022 | المجموع |
| -------------- | ---- | ---- | ---- | ---- | ---- | ---- | ------- |
| عدد الانتصارات | 1    | 2    | 0    | 1    | 5    | 1    | 10      |

| #    | اللاعبة            | الترتيب | الحدث                      | الأرضية | الدور | النتيجة            | ت.أ.ج   |
| 2017 | 2017               | 2017    | 2017                       | 2017    | 2017  | 2017               | 2017    |
| ---- | ------------------ | ------- | -------------------------- | ------- | ----- | ------------------ | ------- |
| 1.   | دومينيكا سيبولكوفا | رقم 7   | دورة فرنسا المفتوحة        | ترابية  | د2    | 6–4، 6–3           | رقم 114 |
| 2018 |                    |         |                            |         |       |                    |         |
| 2.   | سيمونا هاليب       | رقم 1   | بطولة الصين المفتوحة للتنس | صلبة    | د1    | 6–1، ret.          | رقم 116 |
| 3.   | سلون ستيفنز        | رقم 8   | كأس الكرملين               | صلبة    | د2    | 6–3، 6–2           | رقم 101 |
| 2020 |                    |         |                            |         |       |                    |         |
| 4.   | كارولينا بلسكوفا   | رقم 3   | بطولة قطر المفتوحة للسيدات | صلبة    | د3    | 6–4، 3–6، 6–3      | رقم 44  |
| 2021 |                    |         |                            |         |       |                    |         |
| 5.   | صوفيا كينين        | رقم 4   | ميامي للماسترز             | صلبة    | د3    | 6–4، 4–6، 6–4      | رقم 30  |
| 6.   | إيغا شفيونتيك      | رقم 9   | بطولة ويمبلدون             | عشبية   | د4    | 5–7، 6–1، 6–1      | رقم 24  |
| 7.   | بيانكا أندريسكو    | رقم 8   | ميامي للماسترز             | صلبة    | د3    | 6–7(5–7)، 6–4، 6–1 | رقم 22  |
| 8.   | إيغا شفيونتيك      | رقم 7   | سنسيناتي للماسترز          | صلبة    | د2    | 6–3، 6–3           | رقم 20  |
| 9.   | يلينا سفيتولينا    | رقم 6   | شيكاغو كلاسيك              | صلبة    | ر.ن   | 6–4، 6–2           | رقم 16  |
| 2022 |                    |         |                            |         |       |                    |         |
| 10.  | ماريا سكاري        | رقم 4   | روما للماسترز              | ترابية  | ر.ن   | 1–6، 7–5، 6–1      | رقم 7   |

## وصلات خارجية
- أنس جابر على موقع رابطة محترفات التنس (الإنجليزية)
- أنس جابر على موقع الاتحاد الدولي لكرة المضرب (الإنجليزية)
- أنس جابر على موقع كأس بيلي جين كينغ (الإنجليزية)
- أنس جابر على موقع بطولة ويمبلدون (الإنجليزية)
- أنس جابر على موقع خلاصة التنس.كوم (الإنجليزية)
- أنس جابر على موقع إي إس بي إن.كوم (الإنجليزية)
- أنس جابر على موقع اللجنة الأولمبية الدولية (الإنجليزية)
- أنس جابر على موقع أوليمبيديا (الإنجليزية)